# Polinoamele lui Legendre
Polinoamele lui Legendre reprezintă soluții ale ecuatiilor diferențiale de tip Legendre.

## Ecuația diferențială a lui Legendre
{\displaystyle {d \over dx}\left[(1-x^{2}){d \over dx}P_{n}(x)\right]+n(n+1)P_{n}(x)=0.}

## Exemple de polinoame
{\displaystyle P_{0}(x)=1\,}
{\displaystyle P_{1}(x)=x\,}
{\displaystyle P_{2}(x)={\frac {1}{2}}(3x^{2}-1)}
{\displaystyle P_{3}(x)={\frac {1}{2}}(5x^{3}-3x)}
{\displaystyle P_{4}(x)={\frac {1}{8}}(35x^{4}-30x^{2}+3)}
{\displaystyle P_{5}(x)={\frac {1}{8}}(63x^{5}-70x^{3}+15x)}